# Rotaugenente
Die Rotaugenente (Netta erythrophthalma) ist eine in Südamerika und Afrika verbreitete Tauchente aus der Familie der Entenvögel. Von ihr werden zwei Unterarten unterschieden: Netta erythrophthalma erythrophthalma ist die Nominatform, die in Südamerika vorkommt, N. e. brunnea ist die afrikanische Unterart. Zwischen den beiden Unterarten besteht nur ein geringfügiger Unterschied im Federkleid. In Südamerika geht der Bestand dieser Ente seit einigen Jahren zurück. In Afrika ist die Population dagegen stabil.
Die Rotaugenente wurde von Prinz Maximilian zu Wied-Neuwied 1832 nach seiner ersten südamerikanischen Expedition erstmals wissenschaftlich beschrieben.

## Erscheinungsbild

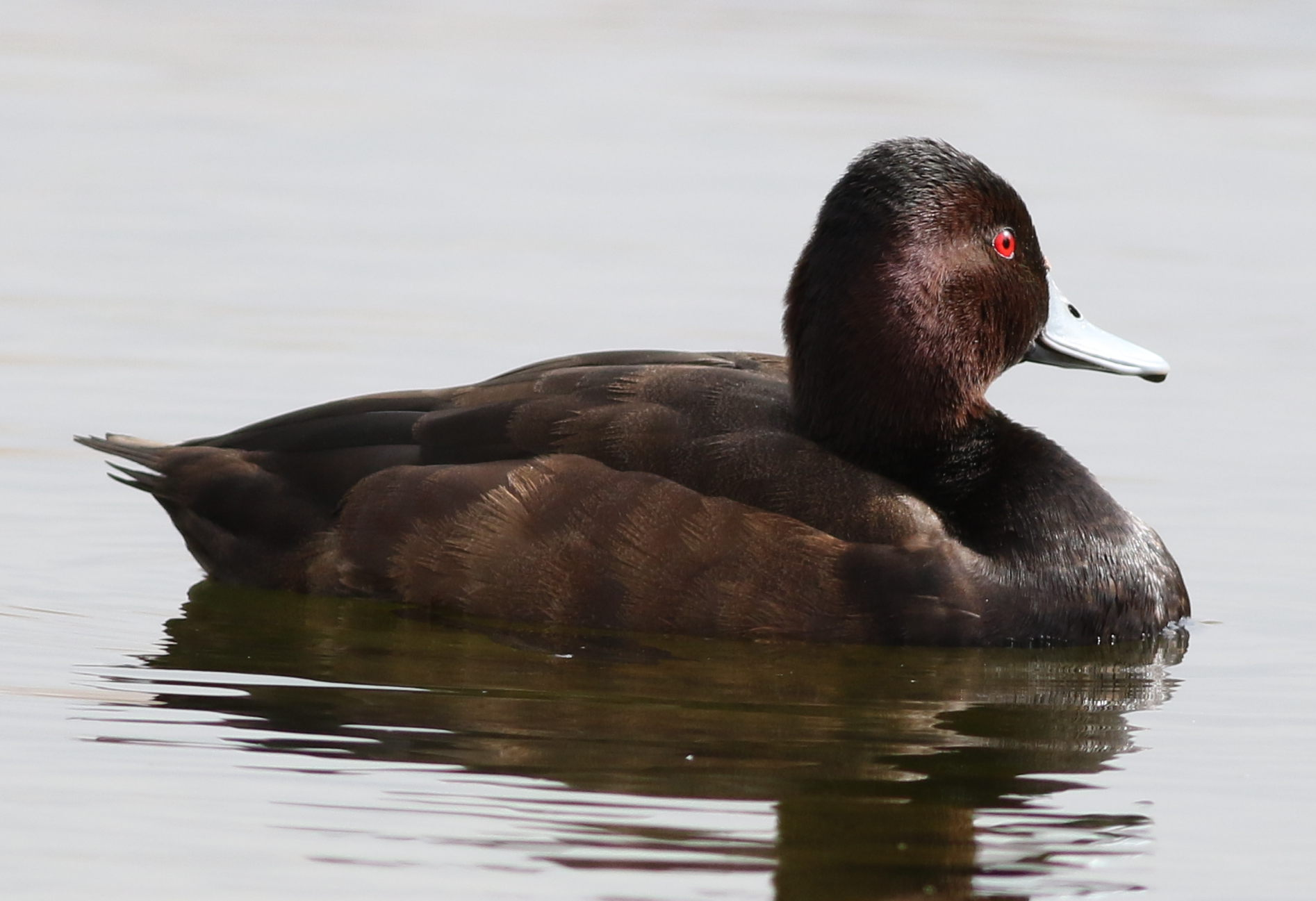
Rotaugenente, Südafrika

Die Rotaugenente erreicht eine Körperlänge von 48 bis 51 Zentimetern. Im Flug fällt auf, dass die Flügel verhältnismäßig weit hinten am Körper angesetzt sind. 
Rotaugenenten haben einen ausgeprägten Geschlechtsdimorphismus. Im Prachtkleid hat das Männchen einen schwarzvioletten Kopf und Hals. Die Brust ist ebenfalls glänzend schwarz, während der übrige Körper nahezu einheitlich dunkelbraun oder mahagonifarben ist. Dabei ist das Rückengefieder eher olivbraun. Der hintere Bauch und die Schwanzunterdecke sind rostbraun. Die Schwanzfedern sind dagegen dunkelbraun und auf der Flügeloberseite befindet sich ein weißer Spiegel. Der Schnabel ist blaugrau mit einem schwarzen Nagel. Die Beine und Füße sind blaugrau bis schwarz.
Das Weibchen ist überwiegend rotbraun gefärbt. Auch ihr Rückengefieder ist deutlich dunkler, während die Flanken eher rotbraun sind. Das Gesicht ist an der Schnabelbasis weiß. Die weiße Färbung zieht sich halbmondförmig zum Auge. Vom Ende des Schnabelfirsts zum Scheitel zieht sich ein breites braunes Band. Die Iris ist braun. Der Schnabel ist schiefergrau.
Jungvögel gleichen dem ausgewachsenen Weibchen. Bei ihnen ist jedoch die weiße Gesichtszeichnung weniger auffallend. Die Küken sind auf der Kopfplatte am hinteren Hals sowie auf dem Rücken hell olivbraun. Stirn, Kehle und Gesicht sind hell strohgelb. Im Gesicht befindet sich ein schmaler, olivbrauner Ohrstreif.

## Verbreitung und Bestand

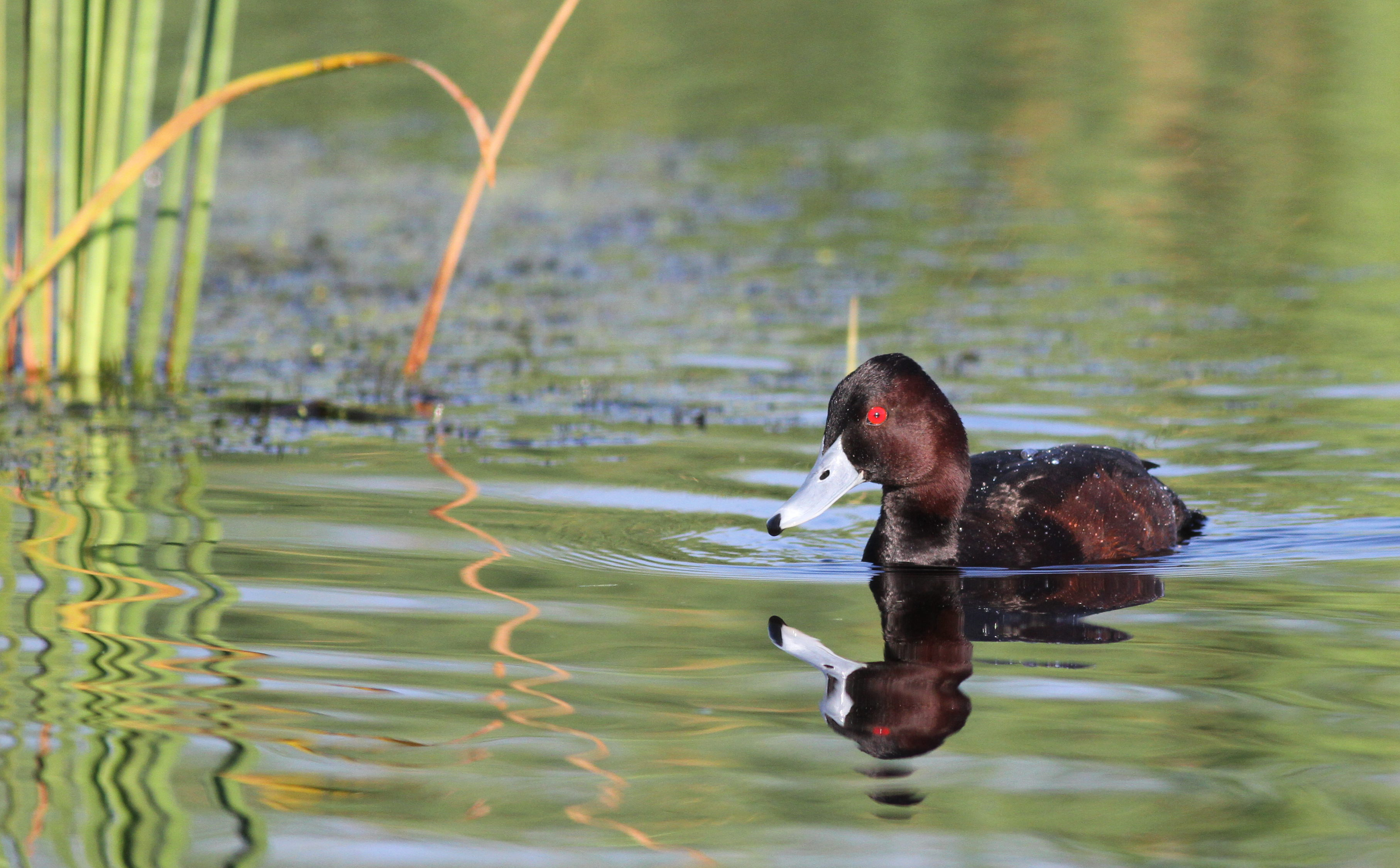
Rotaugenente

Die Rotaugenente kommt in Afrika vor allem im Süden und Osten vor. Brutvorkommen nördlich Zentralkenias und Westugandas sind nicht bekannt. Als Zugvogel kommt sie jedoch in Äthiopien bis nach Eritrea vor. Als Irrgast wird sie gelegentlich auch in Somalia beobachtet. Bestandszahlen sind bis jetzt für diese Art nicht zuverlässig ermittelt worden. Die Populationszahl wird jedoch auf 30.000 bis 70.000 Individuen geschätzt. In der Trockenzeit ziehen die im Süden Afrikas brütenden Rotaugenenten nach Simbabwe, Sambia, Malawi, Botswana, Mosambik und Kenia. Ihre Höhenverbreitung reicht in Afrika von den Tiefebenen der Küstenregion bis zu Höhen von 2.400 Metern NN.
In Südamerika ist ihr Verbreitungsgebiet mittlerweile disjunkt. Sie kommt im Norden und Westen von Venezuela, in Peru, im Nordwesten Argentiniens sowie in Ost- und Zentralbrasilien vor. Ihr Verbreitungsgebiet umfasste hier ursprünglich auch den Norden von Chile sowie Ecuador und Trinidad. In Peru kommt sie in zwei Naturschutzgebieten vor und steht auf der peruanischen Roten Liste. In Venezuela wird die Bestandszahl auf 5.000 bis 10.000 Individuen geschätzt. Insgesamt geht man davon aus, dass im Westen Südamerikas noch etwa 2.500 Individuen vorkommen, während die Populationsgröße im Osten Südamerikas zwischen 10.000 und 25.000 Individuen beträgt. Ihre Höhenverbreitung reicht von den Tiefebenen der Küstenregion bis zu 3.400 Metern über NN. Saisonale Zugbewegungen kommen auch in Südamerika vor. Sie sind jedoch bislang nicht ausreichend untersucht.

## Lebensraum
Die Rotaugenente benötigt als Lebensraum Süßwassergewässer mit einer reichen Unterwasservegetation. Weitergehende Anforderungen scheint sie an ihren Lebensraum nicht zu stellen. Sie besiedelt sowohl Gewässer unterschiedlicher Größe als auch unterschiedlicher Tiefe. Auch Gewässer, die nur temporär bestehen, werden von ihr angenommen. In Brasilien hat die Rotaugenente ihr Verbreitungsgebiet erweitert und nutzt dort Wasserrückhaltebecken, die auf dem Zentralplateau errichtet wurden. In Venezuela kommt sie auch auf Reisfeldern vor.

## Nahrung und Nahrungssuche
Rotaugenenten sind tagaktive Enten, die ihr Futter überwiegend bei Tag suchen. Sie sind am aktivsten am frühen Morgen und am Abend. Die Zeit dazwischen verbringen sie überwiegend damit, an der Uferlinie oder auf dem Wasser zu ruhen. Sie suchen ihre Nahrung bevorzugt tauchend. Sie gründeln jedoch auch nach Nahrung oder durchseihen die Wasseroberfläche.
Die Rotaugenente ernährt sich nahezu pflanzlich. Allerdings werden Wasserkleinlebewesen mit der pflanzlichen Nahrung aufgenommen. Sie frisst überwiegend den Samen von Wasserpflanzen und in geringem Teil auch Grünteile der Pflanzen. Auch Reis gehört zu ihren Nahrungspflanzen.

## Fortpflanzung

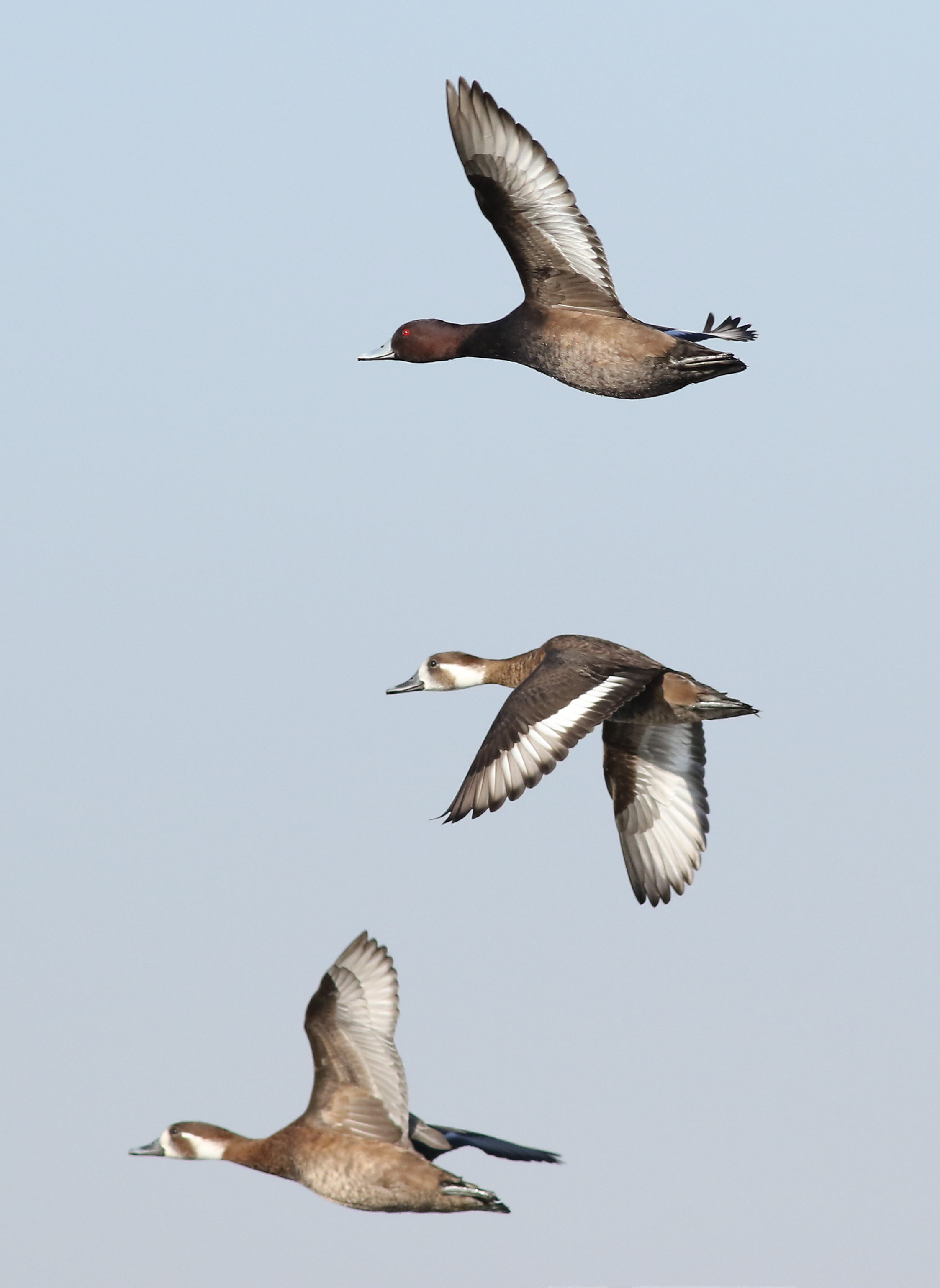
Auffliegende Rotaugenenten, Südafrika

Rotaugenenten brüten ganzjährig. Allerdings steigt die Zahl der Gelege während der Regenzeit. Da die Erpel nur ein verhaltenes Balzrepertoire zeigen und sich die Paare überwiegend im äußeren Randbereich des Röhrichts aufhalten, verläuft das Brutgeschäft unauffällig. Das Nest hat einen Durchmesser von 17,5 bis 28 Zentimeter und ist 10 bis 23 Zentimeter tief. Es wird aus Pflanzenmaterial errichtet und mit Dunen ausgelegt. Es findet sich normalerweise in der hohen Vegetation im Uferbereich. 
Die Eier sind cremeweiß bis hellbraun. Es brütet allein das Weibchen. Die Brutzeit beträgt zwischen 23 und 26 Tagen. Im Verlauf lockert sich die Paarbindung zwischen Männchen und Weibchen. Im Regelfall verlässt das Männchen das brütende Weibchen und zieht sich in das Mauserrevier zurück. Gelegentlich bleiben die Männchen jedoch auch beim Weibchen, wenn diese die Küken führt. Die Küken sind nach sieben bis acht Wochen flügge. Ihre Geschlechtsreife erreichen sie im ersten Lebensjahr.

## Haltung in Europa
Der europäische Ersthalter dieser Entenart war im Jahre 1851 der Zoo in London. Von 1925 bis 1940 hielt auch ein französischer Zoo diese Entenart. Allerdings waren die Bemühungen um eine Zucht ohne Erfolg. Die Welterstzucht gelang dem britischen Wildfowl Trust im Jahre 1951 mit der afrikanischen und 1961 mit der südamerikanischen Unterart. Bei den heute in Europa gehaltenen Gehegetieren ist allerdings eine Zuordnung zu den Unterarten nicht mehr möglich.

## Belege